# Arthur’s Perfect Christmas
Arthur’s Perfect Christmas ist ein kanadisch-US-amerikanischer Weihnachts-Zeichentrickfilm von Greg Bailey. Der Film, der auf die Kinderserie Erdferkel Arthur und seine Freunde zurückgreift, stellt ein einstündiges Special dieser dar, und wurde am 23. November 2000 erstmals in Fernsehen gezeigt. In Deutschland war der Film erstmals am 31. Dezember 2016 zu sehen. Im englischen Original leiht Michael Yarmush Arthur seine Stimme.

## Handlung
Die Einwohner von Elwood sind damit beschäftigt alles für das Weihnachtsfest vorzubereiten. Arthur singt derweil von einem Klavier begleitet sein Lied „Perfect Christmas“, in dem er all die Dinge benennt, die er sich für das kommende Weihnachtsfest wünscht:
- eine große Menge Schnee
- einen prächtigen Truthahn als Festessen
- einen spektakulären Weihnachtsbaum – vor allem einer ohne Lametta
- Jeder soll sich über die Geschenke freuen, die er bekommt.

Doch die Dinge klappen nicht immer so, wie Arthur sich das vorstellt. So wünscht sich zum Beispiel D.W. zu Weihnachten ein neues Spielzeug: „Tina the Talking Tabby“, aber ihre Mutter kann es im Einkaufszentrum nicht finden. So findet D.W. am Weihnachtsmorgen nur eine Spielzeugente als Geschenk und bekommt einen heftigen Wutanfall. Sie ändert jedoch ihre Meinung und mag die Ente am Ende sogar.
Onkel Fred macht eine Reise nach Florida, aber auf dem Weg dorthin streikt sein Auto zufällig in Elwood. Da die Reparatur etwas dauert, bleibt er mit seinem Hund Rory zu Weihnachten bei Arthur und seiner Familie. Schließlich ist am Weihnachtstag das Auto repariert und er kann seine Reise fortsetzen.
Der Zeitpunkt, an dem Franziskas Familie das jüdische Chanukka-Fest feiert, steht im Widerspruch zu Muffys Vorstellungen, was dazu führt, dass sie die Feier verpasst. Als Muffy auch noch verlauten lässt, dass Chanukka nicht so wichtig wäre wie Weihnachten, fühlt sich Franziska beleidigt und will nie wieder ein Wort mit Muffy reden. Als Franziska ihrer Freundin aber zeigen kann, wie wichtig ihr und ihrer Familie das Chanukka-Fest ist, versöhnen sie sich wieder.
Seitdem Boris’ Eltern geschieden sind, ist die Weihnachtszeit für ihn und seine Mutter stets besonders schwierig. Deshalb ist die Mutter bemüht, ihrem Sohn die Weihnachtstage so zu gestalten, dass sie für Boris trotzdem schön sind. So weckt sie ihn schon früh und macht ihm Pfannkuchen, weil er diese so gern isst. Doch Boris versucht ihr zu erklären, dass es noch gar nicht Weihnachten sei und sie sich aus Versehen an den Tagen vor Weihnachten die Mühe gemacht habe. Arthur, Boris und ihre Freunde schlagen deshalb vor, dass er seinen eigenen Urlaub, den „Baxter Day“, bekommen soll. Boris ist sich nicht sicher, aber er willigt ein, es zu versuchen.
Jedes Jahr zu Weihnachten meldet sich Binky mit seinem Vater, um freiwillig in einem Obdachlosenheim zu helfen. Dieses Jahr versucht er für die Bedürftigen etwas Besonderes zu backen. Er vergisst bei der Rezeptur jedoch einige Dinge, wie zum Beispiel das Entfernen der Schalen der Pekannüsse bei der Pekannusstorte, das Schälen der Bananen für das Bananenbrot, oder den Zucker bei den Brownies.
Am Ende laufen die Dinge nicht überall und immer so, wie es sich jeder Einzelne erhofft hat, aber trotzdem sind alle zufrieden mit ihrer Feier, sei es das christliche Weihnachtsfest, das unter Afroamerikanern verbreitete Kwanzaa wie in Brains Familie, das schwedische Luciafest wie in Georges Familie oder das Chanukka-Fest wie in Franziskas Familie.